# Martin Flinker
Pour les articles homonymes, voir Flinker.
Martin Edward Flinker (né le 18 juillet 1895 à Czernowitz et mort le 21 juin 1986 à Neuilly-sur-Seine) était un libraire, éditeur, auteur et critique littéraire autrichien d’origine juive. Son nom est associé à des librairies célèbres, à Vienne et à Paris, celle de Paris ayant été un véritable microcosme de culture littéraire allemande.

## Biographie
Martin Flinker est né en 1895 d’un médecin juif et d’une mère juive convertie au protestantisme. Ses parents étaient des Juifs autrichiens assimilés.
Au souhait de son père, Flinker étudie le droit jusqu’à l’obtention de son doctorat à Vienne. Néanmoins, il se consacre avec passion à la littérature, ce qui l’amène à faire un apprentissage dans la célèbre librairie Hugo Heller am Wiener Bauernmarkt (située dans le centre-ville de Vienne). Après le décès de Heller en 1923, Flinker devient le gérant de la librairie de celui-ci. En 1929, il s’achète un local près du Kärntnertor et ouvre sa propre librairie, appelée Buchhandlung Dr. Martin Flinker am Kärntnertor, située dans la Wiedner Hauptstraße 2 à Vienne. Dès 1933, il publie ses Almanachs, désormais devenus célèbres, dans lesquelles il réunit des essais d’auteurs contemporains, dont Robert Musil et Hermann Broch.
Après l’Anschluss, en mars 1938, Flinker essaie en vain de vendre sa librairie. Il séjourne quelque temps en Suisse. N’arrivant pas à acquérir de visa, il s’enfuit avec son fils Karl, âgé de 14 ans, à Paris. Sa femme tente de se réfugier chez sa famille, en Tchécoslovaquie.
Vivant entretemps à Caen, Flinker essaie de vivoter avec des travaux occasionnels. Quand la Seconde Guerre mondiale commence avec l’attaque de l’Allemagne contre la Pologne, il est interné à Falaise.
Après l’invasion allemande en France, Flinker et son fils s’enfuient de nouveau. Faisant halte à Bordeaux, Bayonne, Madrid et Algésiras – contrairement à d’autres exilés comme Walter Benjamin et Carl Einstein, ils réussissent à passer la frontière entre la France et l’Espagne, avec l’aide de l’archévêque du Luxembourg – ils arrivent à Tanger, une zone internationale relativement libre à l’époque.
C’est ici que, en août 1945, Flinker reçoit la nouvelle du décès des membres de sa famille. Ses parents, sa fratrie et sa femme, qui n’avaient pas émigré avec lui, ont perdu la vie dans les camps de concentration de Theresienstadt et Auschwitz.
Après la guerre, Flinker s’installe avec son fils à Paris, où il fonde une librairie sur le Quai des Orfèvres. Cette librairie devient par la suite un centre pour les écrivains français qui recherchent de la littérature allemande. Outre son métier de libraire, Flinker travaille, ainsi qu’à l’époque de Vienne, comme éditeur et imprimeur. Dès 1954, Flinker recommence à publier des Almanachs, qui désormais sont bilingues, rassemblant des essais d’écrivains tels que Paul Celan, Joseph Breitbach et Max Bense. Flinker lui-même écrit des articles sur Robert Musil, Rudolf Kassner et Joseph Roth.
Martin Flinker meurt le 21 juin 1986, âgé de 90 ans, à Neuilly-sur-Seine. Aujourd’hui, seule une plaque commémorative évoque le passé littéraire du 68 Quai des Orfèvres. La bibliothèque privée de Flinker, qui contient quelques trésors bibliophiliques, appartient aujourd’hui au Musée d'art et d'histoire du Judaïsme à Paris, qui lui a rendu hommage avec une exposition en 2002. Sa succession intellectuelle est gérée par l’Institut mémoires de l'édition contemporaine (IMEC).
Son fils Karl (1923-1991) était un des galeristes les plus importants de Paris.

### Flinker et les écrivains
À la fois libraire et éditeur, Flinker comptait un grand nombre d’écrivains parmi ses clients, dont Hermann Hesse, Erich von Kahler, Carl Zuckmayer, Stefan Zweig, Elias Canetti, Arthur Schnitzler, Alma Mahler, Oskar Kokoschka, Franz Werfel – celui lui dédiait chaque livre – ainsi qu’en France Henri Michaux, Michel Tournier, Alfred Kastler, Paul Éluard, Louis Aragon, Raymond Queneau, Gabriel Marcel, Paul Celan et Jacques Lacan.
Il entretenait une relation amicale avec Robert Musil, Hermann Broch, Rudolf Kassner, Annette Kolb et Thomas Mann.
Flinker et Mann, qui avaient fait connaissance dans la librairie de Hugo Heller, étaient liés par une correspondance cordiale qui se poursuivit jusqu’à la mort du lauréat du prix Nobel. Flinker a évoqué sa visite au chevet de Mann, la veille de la mort de ce dernier, dans le texte Ma dernière visite chez Thomas Mann.
La même année, il a édité la brochure commémorative Hommage de la France à Thomas Mann, lors du 80e anniversaire de l’écrivain. En 1959 il a publié Thomas Mann’s politische Betrachtungen im Lichte der heutigen Zeit.
En 1973, Flinker reçoit les Insignes de Chevalier de la Légion d’honneur. La Ehrenmedaille des Börsenvereins des Deutschen Buchhandels (Médaille d’honneur des librairies allemandes) lui est décernée en 1977. Lors de la cérémonie à Francfort, dans son discours de remerciement, il présente sa vision personnelle du travail de libraire:
La profession de libraire n’est pas comme les autres, la librairie ne peut pas être seulement apprise. Il faut être né libraire ainsi qu’on est né artiste, musicien ou peintre.
En 1979, il reçoit l’Insigne d’Honneur en Or pour services rendus à la République d'Autriche.

## Œuvres
- Gedanken über Buchhändler, dans Almanach der Literarischen Buchhandlung Dr. Martin Flinker, Vienne, 1936.
- Der Gott-Sucher, Amsterdam, Allert de Lange, 1949.
- Der Tod des Vergil. Skizze einer Einführung in das Werk von Hermann Broch, dans Almanach de la librairie Martin Flinker 1954, Paris, 1954.
- Robert Musil. Der Mann ohne Eigenschaften. Eine Einführung, dans Almanach de la librairie Martin Flinker 1958, Paris, 1958.
- Thomas Mann's politische Betrachtungen im Lichte der heutigen Zeit, La Haye, Mouton, 1959.
- Ma dernière visite chez Thomas Mann, Paris, L’Herne, 1973.
- Mes souvenirs de Robert Musil, Paris, L’Herne, 1981.

Comme éditeur
- Fünfundzwanzig Jahre BUKUM. Literarischer Festalmanach auf das Jahr 1930, Vienne, 1929.
- Dr. Martin Flinker's Neuer Buch-Ratgeber, Vienne, 1935.
- Almanach der Literarischen Buchhandlung Dr. Martin Flinker 1936/1937, Vienne, 1936.
- Almanach der Literarischen Buchhandlung Dr. Martin Flinker 1938, Vienne, 1938.
- Appels aux Allemands. Messages radiodiffusés adressés aux Allemands, 1940-1945, Paris, Éditions Flinker, 1948.
- Almanach de la librairie Martin Flinker 1954, Paris, Éditions Flinker, 1953.
- Hommage de la France à Thomas Mann. À l'occasion de son quatre-vingtième anniversaire, Éditions Flinker, Paris, Éditions Flinker, 1955.
- Almanach de la librairie Martin Flinker 1956, Paris, Éditions Flinker, 1955.
- Almanach de la librairie Martin Flinker 1958, Paris, Éditions Flinker, 1958.